# Thézac (Charente-Maritime)
Thézac – miejscowość i gmina we Francji, w regionie Nowa Akwitania, w departamencie Charente-Maritime.
Według danych na rok 1990 gminę zamieszkiwały 302 osoby, a gęstość zaludnienia wynosiła 24 osób/km² (wśród 1467 gmin regionu Poitou-Charentes Thézac plasuje się na 714. miejscu pod względem liczby ludności, natomiast pod względem powierzchni na miejscu 701.).